# Muzeum Geodezji i Kartografii w Opatowie
Muzeum Geodezji i Kartografii w Opatowie – muzeum położone w Opatowie. Placówka powstała w 2005 roku w wyniku współpracy powiatu opatowskiego oraz Stowarzyszenia Inicjatyw Geodezyjnych i Kartograficznych „GEOCENTRUM”. Jej siedzibą był budynek opatowskiego Starostwa. Obecnie po przeprowadzonej renowacji, siedzibą muzeum stał się zarządzany przez Powiatowe Centrum Kultury, Turystyki i Rekreacji w Opatowie Dom Muzealny położony w pobliżu Szpitala Św. Leona.
Muzeum powstało w 2005 roku. Jego pomysłodawcą było Stowarzyszenie GeoCentrum, którego członkowie kilka lat wcześniej rozpoczęli gromadzenie wycofywanych z użytku urządzeń służących do pomiaru gruntów. Inicjatywę wspomogło starostwo opatowskie, udostępniając pomieszczenia na zorganizowanie wystawy i ponosząc koszty utrzymania placówki.
Na muzealną kolekcję składają się historyczne instrumenty i urządzenia geodezyjne, opracowania, mapy książki i dokumenty. Znajdują się tu zarówno duże urządzenia do obróbki zdjęć (autografy), jak i niewielkie instrumenty miernicze i kreślarskie (teodolity, niwelatory, dalmierze, stereoskopy). Wśród map wypożyczonych z PODGiK Opatów  prezentowane są m.in. mapy ewidencyjne z terenów zaboru rosyjskiego Ponadto muzeum dysponuje również eksponatami w postaci map Republiki Południowej Afryki.
Wśród eksponatów znajdują się m.in. XX-wieczne teodolity, XIX-wieczna kierownica stolikowa do sporządzania map w terenie, duży zbiór map katastralnych oraz książka "Jeometria praktyczna" wydana w 1786 roku.